# Paul Bartels
Ne doit pas être confondu avec Paul Bartel.
Pour les articles homonymes, voir Bartels.
Paul Walter Bartels, né le 13 janvier 1872 à Barmen en province de Rhénanie et décédé d'une crise d'appendicite à l'âge de 39 ans le 31 mai 1911 à Yokohama au Japon, est un officier diplomatique allemand.

## Biographie
Après l'obtention de son diplôme d'officier de la marine, Bartels entre au service diplomatique et devient attaché militaire à l'ambassade allemande de Pékin. Du fait de son amitié avec Alexander Georg Mosle (de), il séjourne quelques jours au Japon où il rencontre Hermina Johanne Ahrens (1886-1977), fille de Heinrich Ahrens. Elle fait alors le tour du monde avec sa mère, qui avait vécu à Yokohama avec son défunt mari il y a plus de 30 ans. Le 30 mars 1908, Bartels épouse Hermina Johanne Ahrens à Londres. 
Après la cérémonie, Bartels est transféré au Japon comme attaché à l'ambassade allemande de Tokyo. Le couple se rend au Japon via San Francisco et arrive à Tokyo début juin 1908. Durant l'été 1909, son affectation prend fin et il s'installe à Francfort-sur-le-Main. Mais il est de nouveau affecté au Japon juste après et arrive à Tokyo avec femme et enfants en novembre 1910. Sa nouvelle tâche consiste à étudier les structures de l'armée du Japon ainsi que la langue japonaise, études qui devaient durer de 1 à 2 ans. Il démarre son service à la 1re division à Tokyo en décembre 1910. Il meurt cependant subitement d'une crise d'appendicite le 31 mai 1911. Il reçoit les honneurs militaires lors de ses obsèques et l'urne contenant ses cendres est plus tard enterrée en Allemagne. Sa veuve Hermine Johanne Bartels rentre également en Allemagne avec ses deux enfants :
- Ferdinand Heinrich Bartels (24.01.1909 à Tokyo, † 1929)
- Paul Hans Bartels (07.1910 à Francfort-sur-le-Main, † 1945 à Eckernförde)

Après la mort de Bartels, Eberhard Albert Eugen Egmont Alexander von Reckow (1873-1950), lieutenant-colonel et camarade de régiment de son défunt mari, épouse Hermina Bartels le 19 mai 1916 à Wiesbaden. De ce second mariage est né Alfred Eberhard Joachim Heinrich Christian Ferdinand von Reckow.